# Listrognathus rugifrons
Listrognathus rugifrons är en stekelart som först beskrevs av Cameron 1903.  Listrognathus rugifrons ingår i släktet Listrognathus och familjen brokparasitsteklar. Inga underarter finns listade i Catalogue of Life.